# Right Now!
Right Now! — альбом американского певца Литла Ричарда, вышедший в 1973 году.

## Об альбоме
В работе над альбомом Литл Ричард вновь сотрудничал с Робертом Блэкуэллом из Specialty Records. Альбом записан за одну ночь в передвижной студии в Алабаме, с минимальным бюджетом и без какой-либо последующей раскрутки. Свой следующий студийный альбом в жанре рока Ричард запишет лишь в 1986 году.

## Список композиций
1. «In the Name»
2. «Mississippi»
3. «Chains of Love»
4. «Don’t You Know I»
5. «Dock of the Bay»
6. «Chain of Fools»
7. «Hot Nuts»
8. «Geraldine Jones»

## Альбомные синглы
- In The Name / Don’t You Know I (5/1973; Kent 4568)